# Karatxais
Els karatxais (къарачайлыла, qaraçaylıla) són un poble turquès del Caucas, la majoria situats a la República russa de Karatxai-Txerquèssia. Ells s'anomenen a si mateixos com a alans (аланла, alanla). Ocupen les valls de Laba, Zelentxuk i Baksan, als cursos superiors dels rius Kuban, Teberda, Zelentxuk, Laba i Podkumok, als pendents septentrionals del Caucas.

## Demografia
El seu nombre mai no ha estat gaire alt. Segons el cens soviètic del 1926, hi havia 55.123 individus, que augmentaren a 76.000 el 1939. El cens del 1959 va donar un nombre de 81.403 individus, que va augmentar a 113.000 el 1970 i a 131.000 el 1979. El cens soviètic del 1989 els xifrava en 156.000 individus.

## Orígens
Llur història és poc coneguda; tot i que s'ha trobat algunes relacions d'ells amb l'antiga cultura de Maikop (els túmuls de Nàltxik), es remunta al conglomerat hun-búlgar que vivia al llarg del riu Kuban, anomenat aleshores Kama Bulgària o Bulgària Negra, durant o després del declivi de l'Imperi khàzar. Units aleshores als balkars, potser procedien de Mongòlia, com totes les tribus turqueses, o bé foren turquitzats pels petxenegs i cumans, que substituïren els anteriors en el segle xi.
Durant aquest temps, adoptaren bona part de la civilització material dels circassians, encara que mantingueren la parla turca, i també en copiaren la institució feudal, que es mantingué íntegrament fins a la conquesta russa. Es dividiren en cinc castes:
- Tawbii, prínceps, anàlegs als psha adigués
- Uzden, nobles, com els uorkh adigs
- Karakash, pagesos lliures, com els tl'fakashaw dels abaza
- Txagar, serfs sotmesos a imposicions, com els og kabardins
- Kazakh, esclaus, els unant dels kabardins

En aquesta època, els tàtars de Crimea i els nogais de Kuban els introduïren al ritu hanafita sunnita, i aquesta acció fou continuada pels otomans en els segles xvii i XVIII. No van prendre part activa en la resistència aferrissada dels muntanyencs del Caucas en la conquesta russa del segle xviii.
La seva estructura social era força influenciada per la dels kabardins, però el sistema feudal és menys desenvolupat:
- Biy o tav-biys, caps de tribu.
- Özden o karaözden, la més nombrosa, les persones lliures.
- Azatli, antics esclaus alliberats mercè la influència islàmica sota domini otomà.
- Kul, esclaus, la capa inferior.

## Ocupació russa
Durant el període 1733-1739, s'inicià la penetració russa a la vall del Terek, en lluita contra txetxens i àvars. El 1820, després de ser tributaris dels kans de Crimea i dels otomans, passaren a mans russes. Aquests els van permetre llurs costums, però alguns d'ells, dirigit pels principals biy, el 1870 marxaren cap a Turquia, i formaren part del Territori del Kuban amb els txerquessos. El 1823, fou creat el districte del Terek. Nogensmenys, i a diferència del territori txerquès, no fou acompanyat d'una colonització rural, ja que les autoritats russes preferiren instal·lar-hi en ple país viles de kumyks, ossets o jueus de les muntanyes.
El 43% de les terres fèrtils el 1907 pertanyien a l'aristocràcia nacional karatxai, i un 35% dels pagesos no n'obtenien cap renda. La majoria es dedicaven a la ramaderia (231.000 ovelles, 32.000 vaques i 18.000 cavalls). El maig del 1917, formaren part de l'Aliança dels Pobles Muntanyencs i del Daguestan, reunida a Vladikavkaz i que escollí un comitè central. El 15 de desembre, obtindria una autonomia política com a república laica.

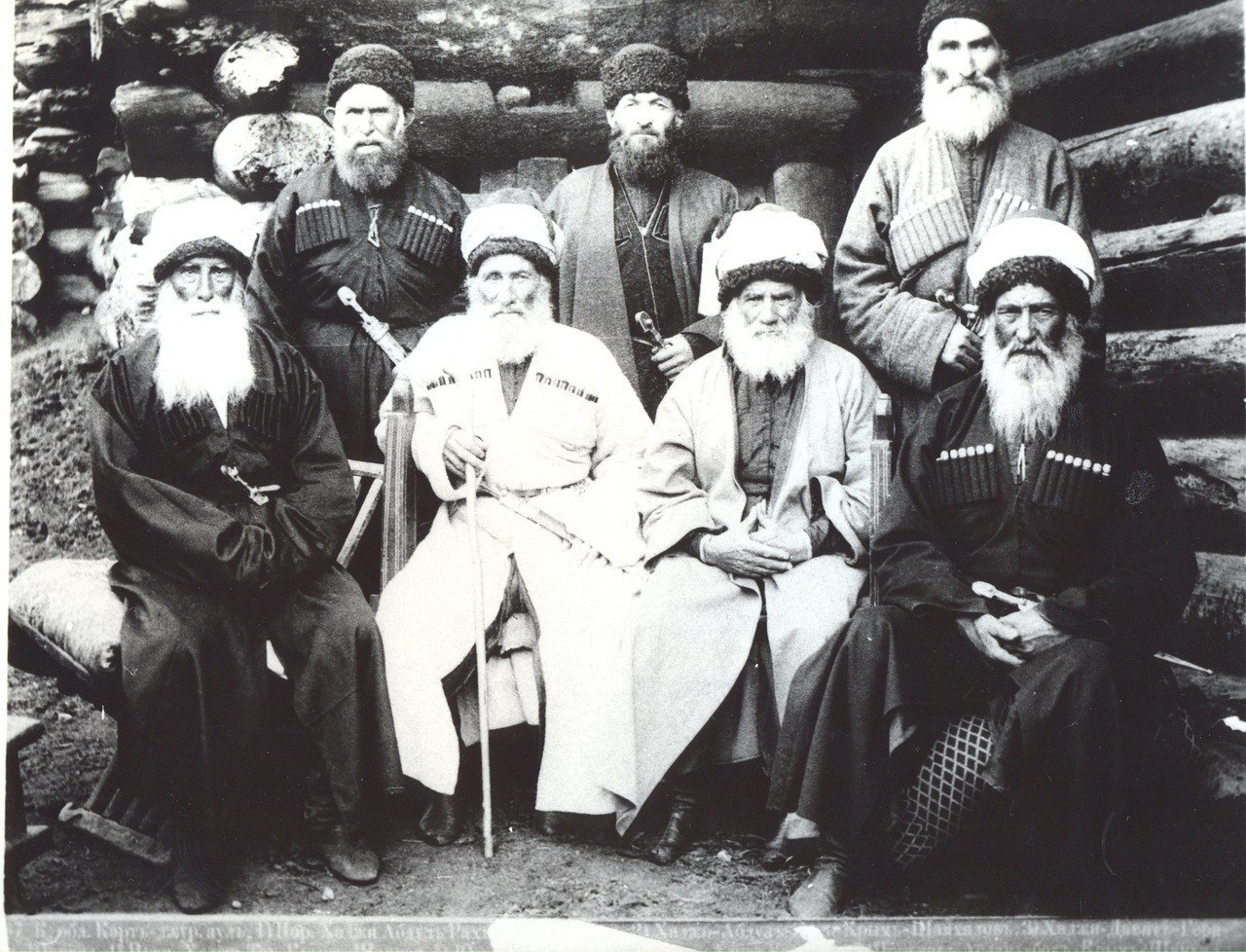
Grup de patriarques karatxais, s. XIX

## El règim soviètic
L'11 de maig del 1918, s'independitza la República de la Muntanya del Nord del Caucas, i el 8 de juny s'alia amb Turquia; els karatxais, balkars i ossets reberen un estatut especial d'autonomia política, però l'agost el territori fou ocupat per les tropes del general blanc Anton Denikin. Alguns biys donaren suport als revoltats Uzun Hajji i Najmuddin Hötsö del Daguestan.
El 20 de gener del 1920, en foren expulsats els russos blancs i passaren a formar part de l'RSSA de Gorskaja (de les Muntanyes) amb txerquessos, balkars, ossets, txetxens i ingúixos, i amb capital a Vladikavkaz, que l'agost del 1921 formarà part de la Federació de Repúbliques del Caucas. Per un decret del Comitè Central Executiu de la Unió de 21 de gener del 1921, l'Okruj Balkar formà part també de la Gorskaja, però en serà separat l'u de setembre del 1921 per formar part de la Regió Autònoma Kabardino-Balkar dins la RFSS Russa. La seva població el 1926 era de 204.000 habitants, dels quals el 69,7% eren kabardins, el 13,72% balkars, el 2,4% ossets i el 14,2% russos i cosacs. I quan el 1936 es va trencar l'RSSA de Transcaucàsia, el 5 de desembre Kabarda-Balkar es transformà també en RSSA.
L'RSSA Gorskaja es trencaria el 12 de gener del 1922 per a formar l'Oblast Autònom Karatxai-Txerquès, amb 8.241 km² i 64.600 habitants, dels quals el 86% eren karatxais, i amb capital a Mikoyanshahar. El 26 d'abril, es va dividir en l'Okrug Nacional Txerquès i l'Oblast Autònom Karatxai, amb capital a Mikoyanshahar. Tanmateix, el 1936 tornarien a unir-se als txerquessos com a l'Oblast Autònom de Txerquessos i Karatxais, on el 45% eren karatxais, el 25% txerquessos i abazins i el 13% cosacs.

### Col·laboració i deportació
En esclatar la Segona Guerra Mundial, l'abril del 1942 alguns karatxais i balkars formaren part de la Legió Caucasiana Musulmana i del Nordkaukasische Sondergruppe dins la Sonderstab Kaukasus. Endemés, formaren la Karatscheische Freiwillingenkorps, comandats per l'alfères Karadekov, dins el cos àzeri 804 Aslan, que el setembre va lluitar a Bolsaja Laka i Novi Urup. Karatxais i balkars formaren la 162 Divisió, i el 21 d'agost del 1942 arribaren a l'Elbrús. Però es detingueren al Terek, tot i que el 25 d'octubre ocuparen Nàltxik, que esdevindrà base de la Unitat Bergmann, amb 1.100 efectius i 200 baixes.
L'octubre del 1942, un nacionalista karatxai, Madzhir Kotchakarov, mestre de pàrvuls, es proclamà alcalde de Sakhar, deposà els comandaments soviètics i creà el Comité Nacional Karatxai, presidit per Qadi Bairakumov. L'11 d'octubre serà reconegut pels alemanys com a autoritat, i el 8 de novembre rebrà totes les propietats soviètiques dins la Regió Autònoma de Mikoian Chahar, que reconeixia l'autoritat del Comité Nacional del Caucas Nord, fundat el 1941, de caràcter unitari, i dirigit per Ali Khan Kantemir. En total, uns 30.000 karatxais foren mobilitzats durant el conflicte.
Durant l'ocupació nazi, foren abolits els kolkhoz i els sovkhoz, es reobriren les mesquites, escoles alcoràniques i tribunals islàmics. També subministraren una esquadra de cavalleria per a combatre els alemanys.
Però el 21 de febrer del 1943 les operacions soviètiques al país karatxai i balkar permeteren la seva ocupació definitiva al novembre. Stalin els acusà de traïdors, i el 23 de febrer del 1944 uns 69.869 karatxais foren deportats al Turquestan, tot i que 9.000 d'ells lluitaren com a partisans, i l'autonomia els fou abolida. Hi arribarien 60.139 d'ells, 32.557 nens. Uns 653 van morir de fam pel camí, i uns 22.000 nens moriren de diverses malalties.
Fins al decret del Soviet Suprem de 9 de gener del 1957 no foren rehabilitats per Nikita Khrusxov, i considerats "víctimes del culte a la personalitat de Stalin", i hi podran tornar. L'autonomia sota la forma d'Oblast Autònom Karatxai-Txerquès els fou restablerta el mateix 9 de gener del 1957, sobre una superfície de 14.200 km². Entre karatxais i txerquessos formaven el 33,1% de la població (51% de russos).

## Època post-soviètica
Amb la perestroika, els karatxais començaren a demanar separar-se dels txerquessos i unir-se als balkars, de manera que ressorgiren altre cop la Unió del Caucas del Nord i les peticions de separació administrativa kabardina-balkar. El 18-11-1990, els karatxais es declararen sobirans, i el febrer del 1992 es va fer una proposta per dividir la regió en cinc zones ètniques (karatxai, txerquès, abaza, nogai i cosac). El 3 de desembre del 1990, el Soviet Karatxai reclamà el restabliment de l'autonomia com a pas previ necessari per a rehabilitar el poble karatxai.